# عطروت
عطروت (بالعبرية: עטרות) (بالإنجليزية: Atarot)‏ موشاف استيطاني إسرائيلي تأسس في عهد الانتداب البريطاني إلى الشمال من مدينة القدس، على الطريق الواصل إلى مدينة رام الله.

## التسمية
سميت في البداية «مستعمرة قلنديا»، لكنهم لاحقًا اسموها عطروت نسبةً إلى خربة عطارة التي تقع ما بين قلنديا وكفر عقب، والتي يعتقد اليهود أنّ لها تاريخًا توراتيًّا، بالإشارة إلى اسم عطروت المذكور في يشوع 16:2.

## التاريخ

### النواة والدولة العثمانية
هدفت الحركة الصهيونية إلى إنشاء بؤر يهودية في محيط مدينة القدس. في الفترة 1910–1912، استطاع الصندوق القومي اليهودي من خلال شركته «شركة فلسطين لتطوير الأراضي» والتي تحول اسمها لاحقًا إلى «شركة إسرائيل لتطوير الأراضي»، من شراء أرضٍ تقدر مساحتها نحو 243 دونمًا في تلال قرية قلنديا العربية شمال مدينة القدس من أحد سماسرة الأراضي ويدعى نخلة قطان. ولاحقًا في عام 1913، توسعت هذه الأرض إلى نحو 700 دونمًا مع شراء المزيد من الأراضي من قريتي بير نبالا والجديرة بتمويل من البنك الصهيوني الإنجليزي الفلسطيني.

في مايو 1914، وصلت النواة الاستيطانيّة الأولى، بقيادة عدة يهود أبرزهم «ليفي أشكول»، مؤسّس حزب العمل ورئيس الوزراء الإسرائيلي الثالث. وبدأوا بتسوية الأرض، وترسيم حدود المستوطنة وزراعة أشجار التين والعنب والزيتون. وذكر ليفي أشكول: 
«قبل قدومي إلى قلنديا، التقيتُ فقط بالعربيّ الهادئ المطيع، العربيّ الذي نركب على أكتافه لينقلنا من القارب إلى الشاطئ، ولكن في عطروت التقيتُ للمرة الأولى بالعربيّ العدائيّ الذي يحمل بيديه النبّوت (الهراوة) والحجر باحثاً عن أوّل فرصةٍ ليغرس السكّين في ظهري».

### الانتداب البريطاني
توقف المشروع نتيجة اندلاع الحرب العالمية الأولى، وفي عام 1922، عادت مجموعة من اليهود إلى المنطقة لمواصلة أعمال الاستصلاح والزراعة. في عام 1924، أنشئت مستوطنة نيفي يعقوب الإسرائيلية، وانضمت إلى عطروت؛ مما أدى إلى إنشاء كتلة من المستوطنات اليهودية في المنطقة. في عام 1931، صادرت سلطات الانتداب البريطاني 200 دونمًا من 375 دونم لتوسعة مطار قلنديا الذي بنته عام 1920، حيث هدمت منازل واقتلعت بساتين، وألحقت ضررًا بنمو عطروت. باعت شركة فلسطين لتطوير الأراضي المزيد من أراضي عطروت، حيث تركها أعضاء مؤسسين نتيجة نقص المياه.
قام مزارعو عطروت بتزويد القدس بالفاكهة ومنتجات الألبان. لكن بعض حقول الموشاف تقع على مسافة قريبة من السكان العرب؛ مما خلق مشكلة أمنية نتيجة قيام الفلسطينيون بثورات مثل ثورة البراق في عام 1929 والثورة والإضراب العام في 1936–1939.

### حرب 1948
نتيجة أحداث الحرب العربية الإسرائيلية في عام 1948، حاصر الجيش الأردني عطروت، حتى قررت قيادة عصابة الهاجاناه الصهيونية إخلاء مقاتليها في 17 مايو 1948. دمر الجيش الأردني المستوطنة وحولت أرضها إلى امتداد لمطار قلنديا الدولي.
حافظ سكان عطروت على رغبتهم في أن يظلوا منظمين زراعيين، وفي أغسطس 1948، أعيد توطينهم في قرية فيلهيلما، وأطلقوا عليها اسم بني عطروت لإحياء ذكرى مسكنهم الأصلي.

### حرب 1967
بعد حرب الأيام الستة عام 1967، استولى الاحتلال الإسرائيلي على مطار قلنديا الدولي كحال بقية الضفة الغربية. وتم ضم المنطقة إلى بلدية القدس الكبرى، وتم تطوير منطقة صناعية على طول المطار، كما أُعيد تسمية المطار باسم مطار عطروت الدولي.

### الانتفاضة الفلسطينية الثانية
خلال الانتفاضة الثانية، أُغلق المطار نتيجة تعرضه لعمليات فدائية فلسطينية بسبب قربه من مدينة رام الله.
وفي 27 فبراير 2000، قتل أحد العمال الفلسطينيين مالك مصنعه الذي كان يعمل فيه في منطقة عطروت الصناعية.

## السكان
وفقًا لإحصاء تعداد السكان الذي أجرته سلطات الانتداب البريطاني عام 1931، كان عدد سكان عطروت نحو 250 نسمة، يعيشون في 59 منزلًا. في أربعينيات القرن العشرين، كان عدد سكان عطروت نحو 150 نسمة.

## منطقة عطروت الصناعية
قبل اندلاع الانتفاضة الفلسطينية الثانية، كانت منطقة عطروت الصناعية تضم أكثر من 200 شركة بما في ذلك شركة كوكا كولا، ومرسيدس-بنز، وصناعات للطائرات الإسرائيلية والعديد من الشركات الأخرى. وكان يعمل فيها نحو 4,000 شخص، كان الفلسطينيون من الضفة الغربية والقدس يشكلون الثلثين.
شهدت منطقة عطروت الصناعية نشاطًا متجددًا بعد إنتهاء الانتفاضة الفلسطينية الثانية، حيث انتقلت العديد من الشركات الجديدة إليها. أصبحت منطقة عطروت الصناعية أكبر منطقة صناعية في القدس، حيث يعمل فيها 160 مصنعًا في مجموعة متنوعة من الصناعات. تُدار المنطقة الصناعية من قبل منظمة غير ربحية.

### التلويث
وتضم منطقة عطروت الصناعة مجموعة من مصانع تدوير النفايات، وتكرير المياه العادمة، ومصانع للزجاج وفحص مواد البناء ومصنع مواد كيماوية وغيرها. حيث تؤدي مخلفات هذه المصانع والروائح الكريهة الناتجة عنها أضرارًا صحية على الفلسطينيين في البلدات القريبة، حيث يتم معالجة نحو ثلثي نفايات مدينة القدس.